# Mogurnda variegata
Mogurnda variegata là một loài cá thuộc họ Cá bống đen. Chúng là loài đặc hữu của Lake Kutubu in the Kikori River system, Papua New Guinea.